# صناعات السيارات المحدودة الإسرائيلية
صناعات السيارات المحدودة (بالعبرية: תעשיות רכב נצרת עלית, תע"ר‏) ، (Ta'asiyot Rekhev Natzrat عيليت، AIL) هي شركة إسرائيلية لصناعة السيارات والمورد الرئيسي ل قوات الأمن الإسرائيلية .
يقع في نازاريت عيليت ، تأسست الشركة في عام 1966 من قبل مجموعة معدات السيارات كمصنع لتجميع السيارات والشاحنات. ومنذ ذلك الحين زادت من دورها في صناعة السيارات.
كانت أيضًا نقطة تجمع لقوات الدفاع الإسرائيلية من عربات الهامفي، لكن ضمانات المساعدات الخارجية الأمريكية تسببت في نقل العقود إلى مصانع في الولايات المتحدة.
تعمل الشركة على تطوير العاصفة III التي بدأت الإنتاج في أغسطس 2008.

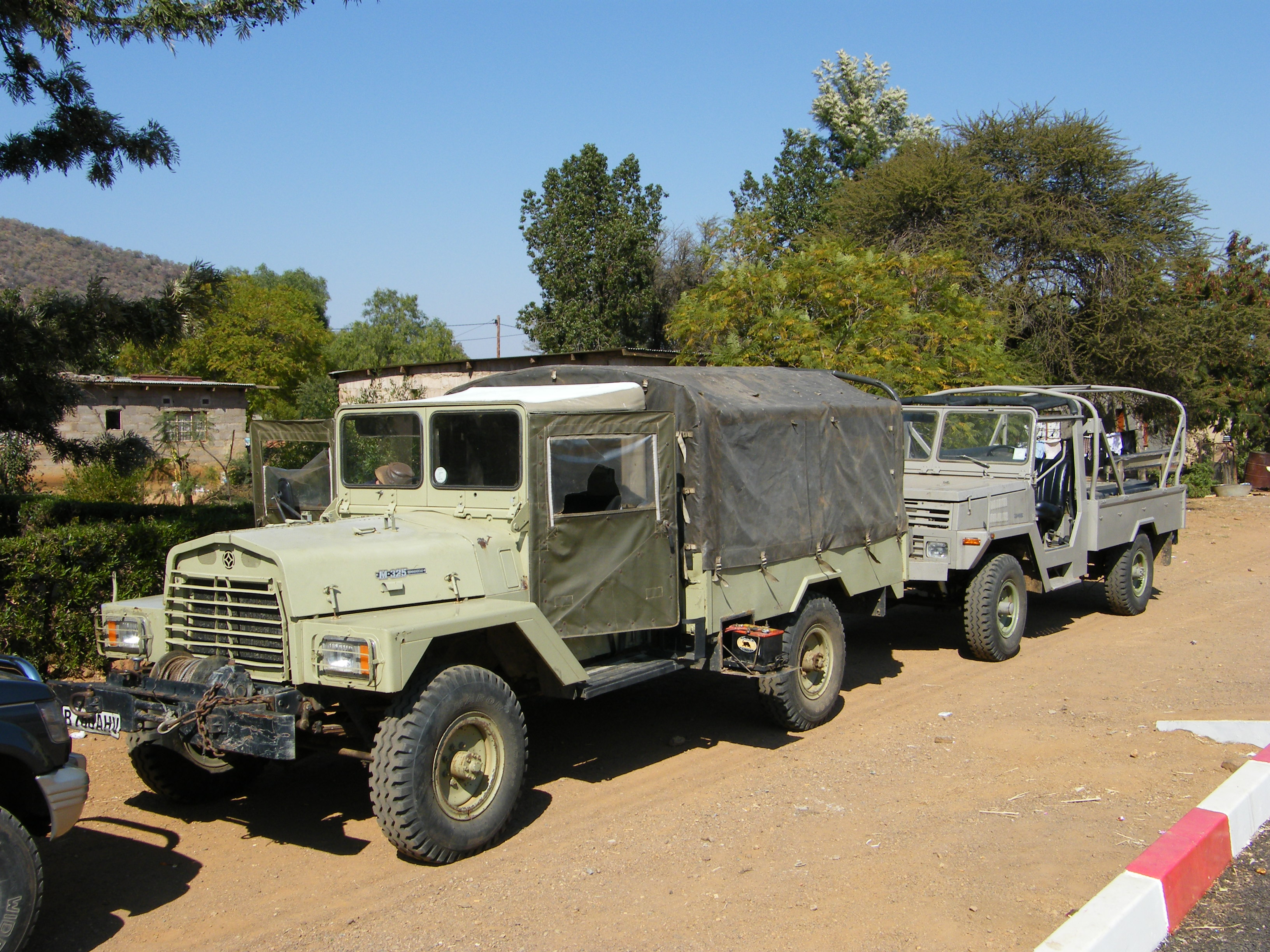
عيليت M325 و عبير M462

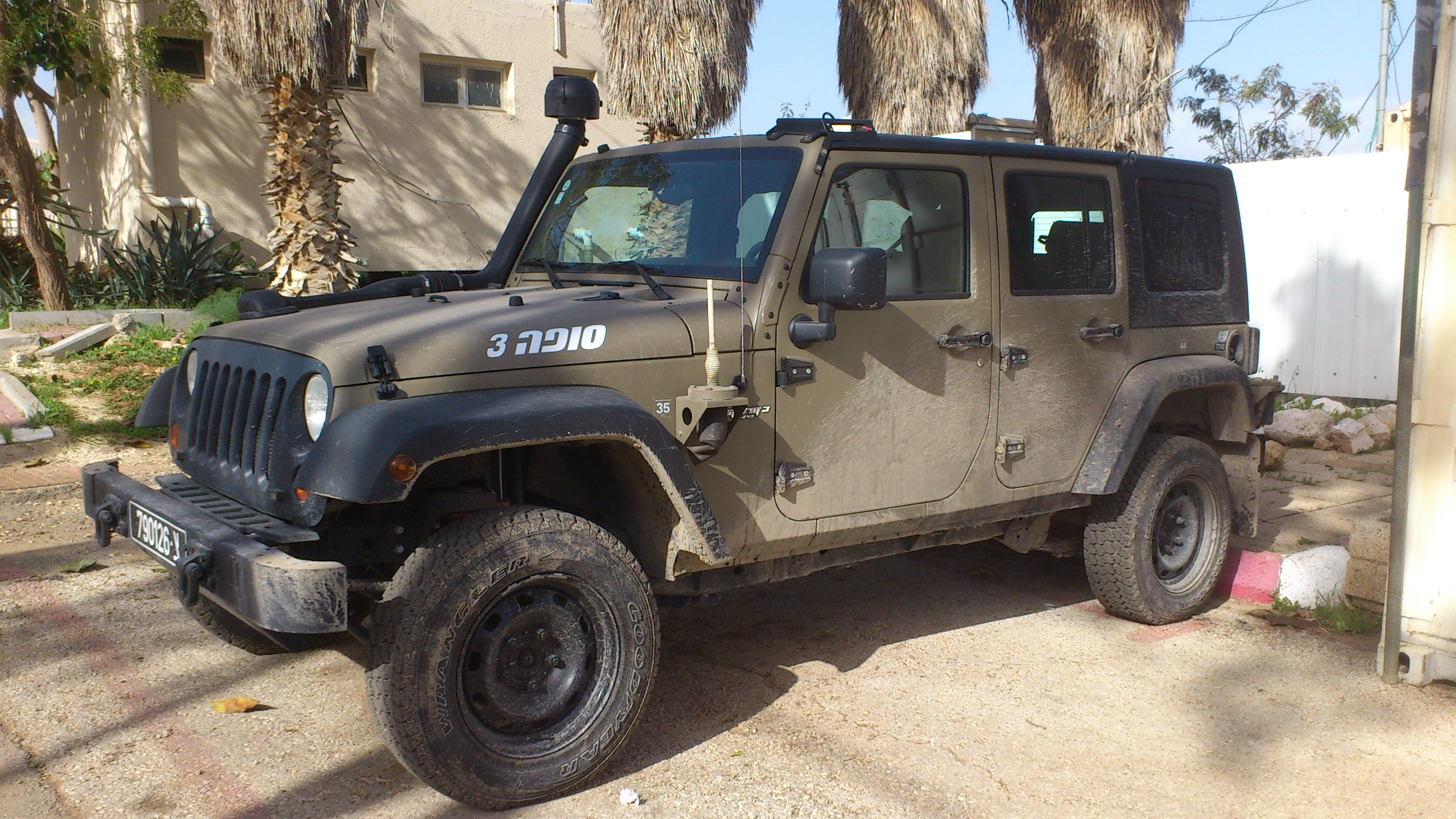
العاصفة III

## المشاريع
- اميستاف – وضعت بالاشتراك مع السيارات الروبوتية الصناعة المحدودة. (ARI). على اميستاف هو أرجو 6X6 على أساس التحكم عن بعد ضوء مركبة مدرعة[1][2]

## روابط خارجية
- الموقع الرسمي AIL نسخة محفوظة 25 مايو 2002 على موقع واي باك مشين.
- صناعات السيارات المحدودة على مؤشر السيارات العالمي
- صفحة المنتجات العسكرية المحدودة لصناعة السيارات نسخة محفوظة 25 مايو 2002 على موقع واي باك مشين.
- المنتجات المدنية على المعدات والآليات والسيارات الأم
- ديزرت رايدر في المعهد الإسرائيلي للتصدير والتعاون الدولي